# Les Nabis
Les Nabis (från hebreiska "profeterna"), på svenska kallad Nabisgruppen, var en konstnärsgrupp som var verksam i Frankrike och ställde ut tillsammans från 1891 till 1900. Till gruppen hörde Édouard Vuillard, Pierre Bonnard, Maurice Denis, Paul Ranson, Ker-Xavier Roussel, Félix Vallotton, Paul Sérusier och Aristide Maillol.
Stilen var inspirerad av Paul Gauguins verk och hans förenkling av formerna till stora rena ytor, den så kallade syntetismen. Även Paul Cézanne inspirerade dem; Denis porträtterade Nabisgruppen framför en av Cézannes tavlor i Hommage à Cézanne 1900. Nabisgruppen hade en allmänt traditionalistisk och estetiserande inriktning med inslag av katolsk kyrklighet och målade gärna intima heminteriörer. Litografin var ett medium som passade gruppen särskilt bra och som kom till god användning i bokillustrationer och affischer. De ägnade sig även åt glasmåleri och teaterdekor. Gruppen kan ses som en föregångare till jugend.

## Bilder

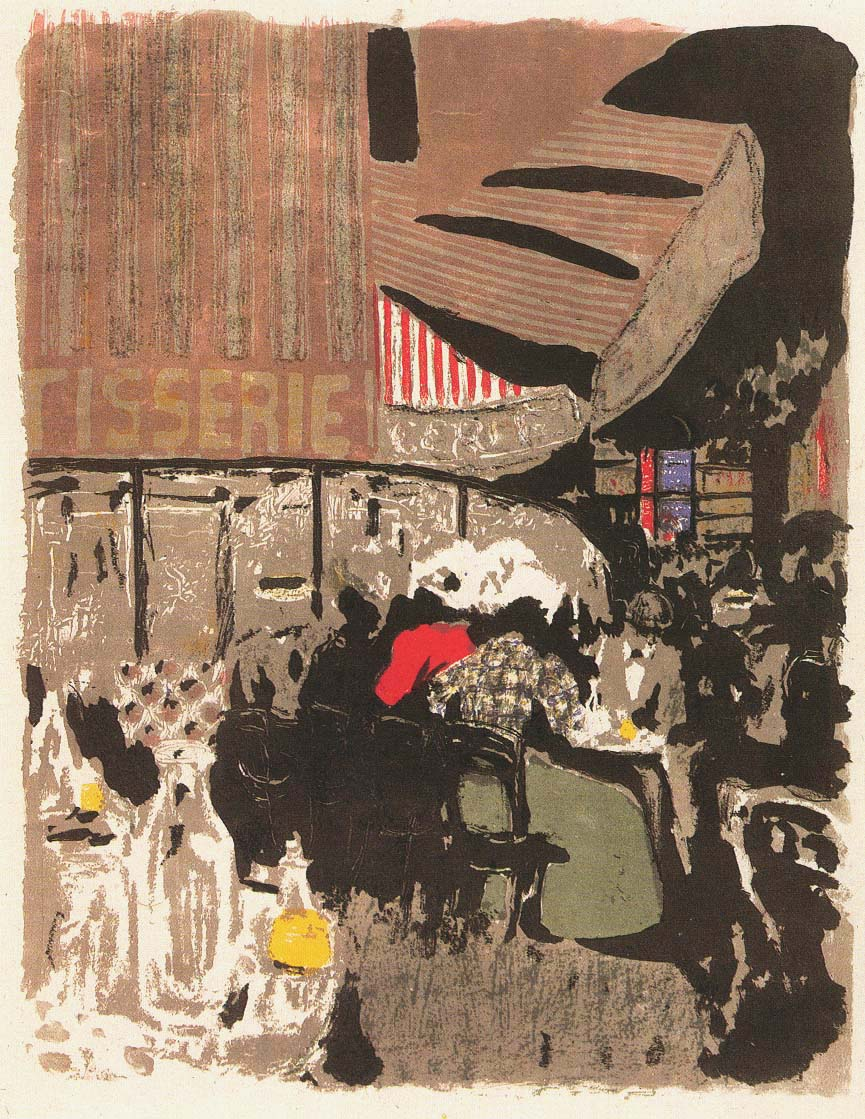
Édouard Vuillard – La Pâtisserie.
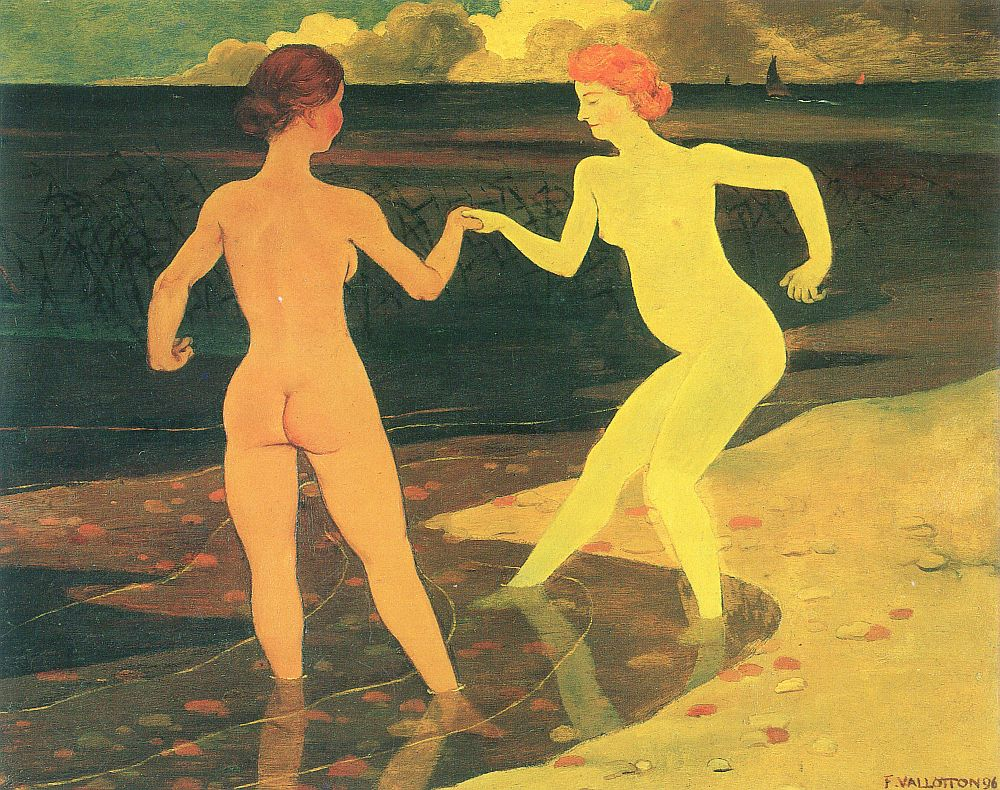
Félix Vallotton – La maitresse et la servante.
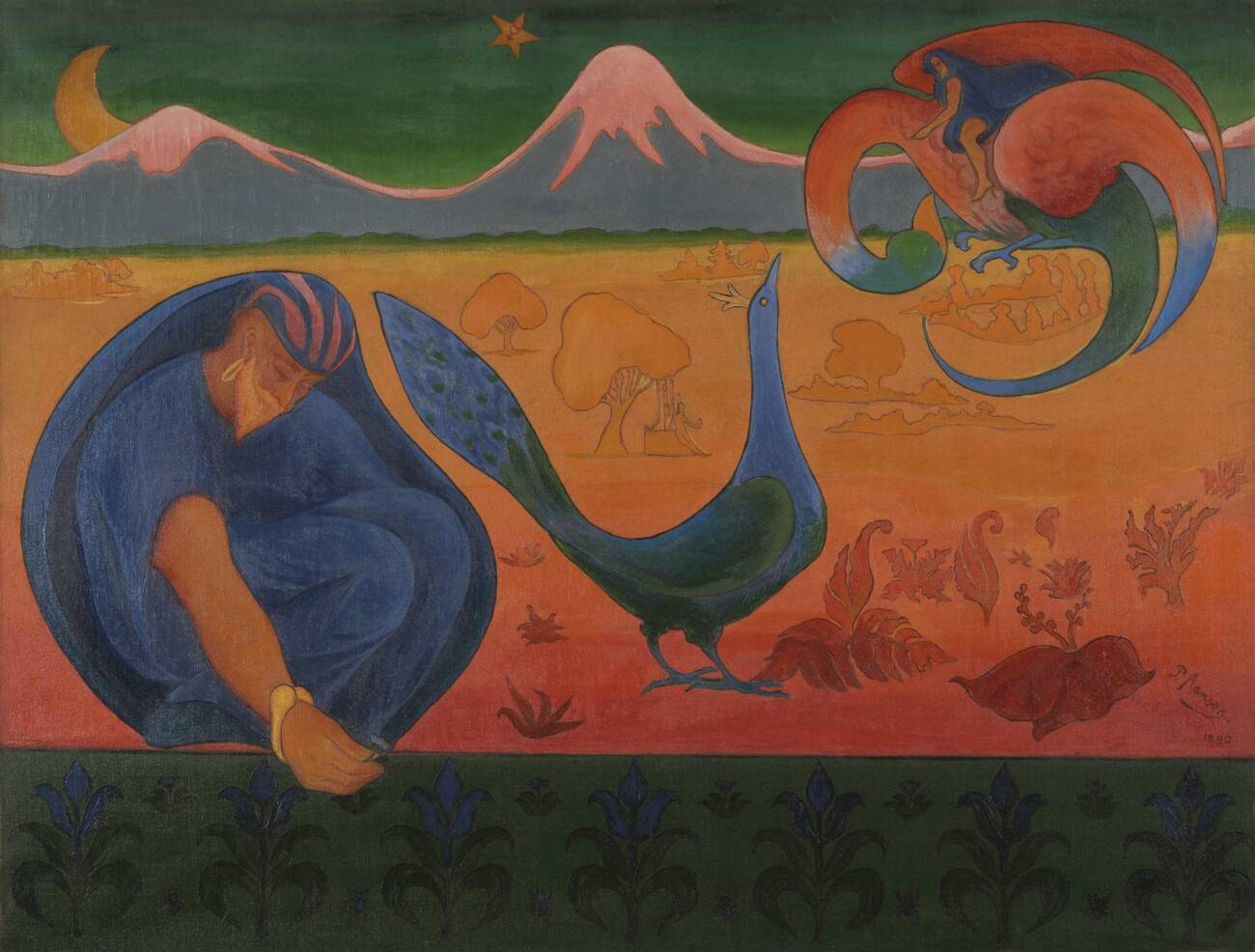
Paul Ranson – Paysage nabique.
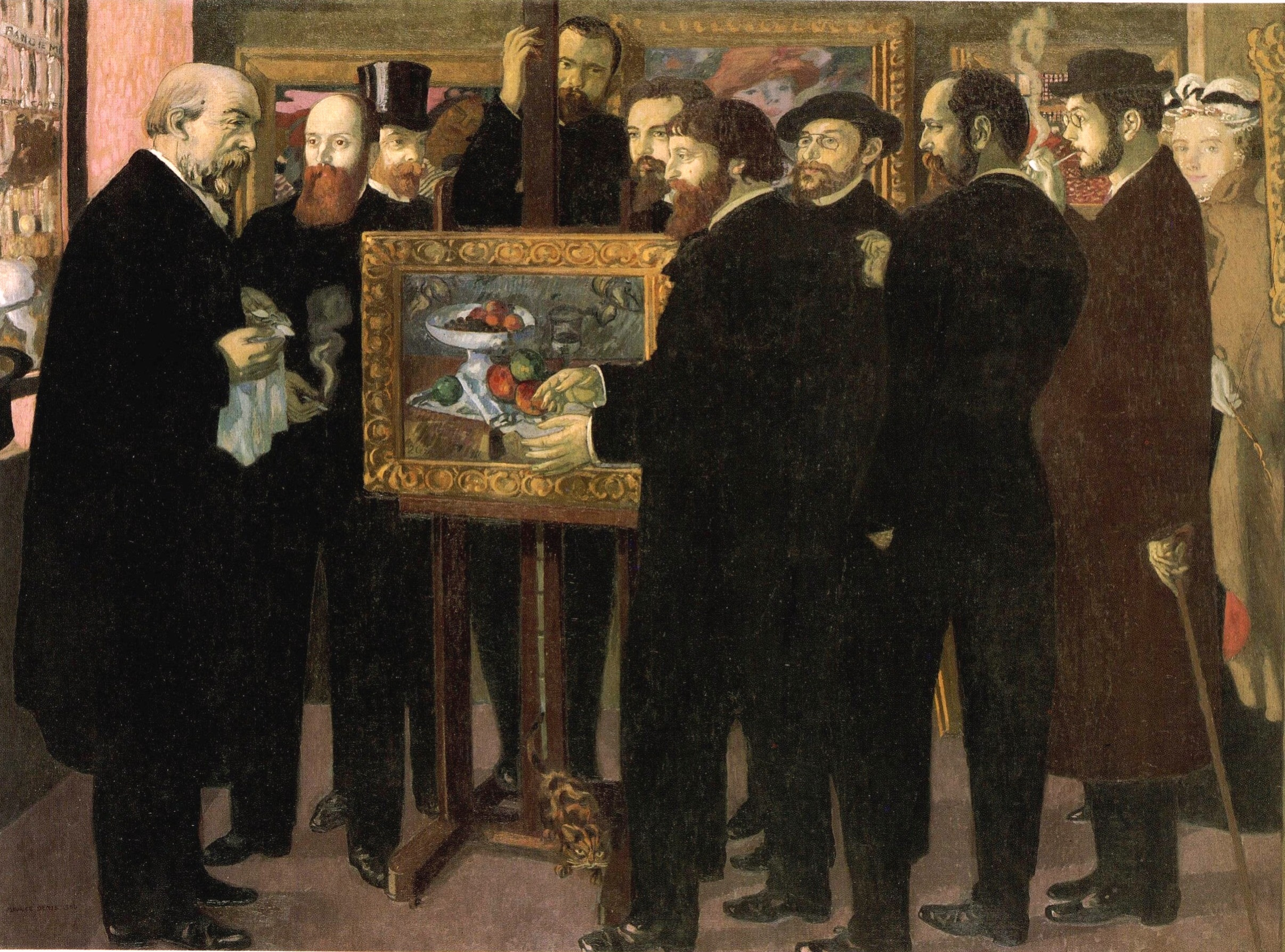
Maurice Denis, Hommage à Cézanne (1900), Musée d'Orsay.